# Tsirang FC
Der Tsirang Football Club ist ein 2023 gegründeter bhutanischer Fußballverein aus Damphu im Distrikt Tsirang. Aktuell spielt der Verein in der höchsten Liga des Landes, der Bhutan National League.

## Geschichte
Der Verein wurde 2023 gegründet. 2024 nahm der Verein an den Premier League Qualifiers teil. Hier belegte man den dritten Platz und stieg somit in die erste Liga auf.

## Erfolge
- Premier League Qualifiers: 2024 (3. Platz)[1]  ▲

## Stadion
Seine Heimspiele trägt der Verein im Tsirang Artificial Turf in Damphu aus. Das Stadion hat ein Fassungsvermögen von 1000 Personen. Das Spielfeld ist mit Kunstrasen ausgestattet.